# Тарзија (Њамц)
Тарзија (рум. Târzia) насеље је у Румунији у округу Њамц у општини Брустури-Драганешти. Oпштина се налази на надморској висини од 342 m.

## Становништво
Према подацима из 2002. године у насељу је живело 746 становника, од којих су сви румунске националности.